# Gironniera
Gironniera es un  género de plantas perteneciente a las cannabáceas.  Comprende 31 especies descritas y de estas, solo 6  aceptadas.

## Taxonomía
El género fue descrito por Charles Gaudichaud-Beaupré y publicado en Voyage autour de Monde éxécuté pendant les Années 1836 et 1837 sur la Corvette la ~Bonite~ . . . Botanique , pl. 85. 1844. La especie tipo es: Gironniera celtidifolia Gaudich. 

## Especies aceptadas
A continuación se brinda un listado de las especies del género Gironniera aceptadas hasta octubre de 2013, ordenadas alfabéticamente. Para cada una se indica el nombre binomial seguido del autor, abreviado según las convenciones y usos.
- Gironniera celtidifolia Gaudich.
- Gironniera hirta Ridl.
- Gironniera nervosa Planch.
- Gironniera parvifolia Planch.
- Gironniera rhamnifolia Blume
- Gironniera subaequalis Planch.